# Červen 2005
1. června – středa
- V Nizozemsku proběhlo nezávazné referendum o návrhu ústavy Evropské unie. Výsledky průzkumů mezi voliči odcházejícími od hlasovacích uren ukazují, že nizozemští občané evropskou ústavu odmítli poměrem 63 procent ku 37; konečné výsledky mají být oznámeny 6. června, až budou sečteny korespondenční hlasy. Volební účast přesáhla očekávání, když dosáhla 62,8 %. Nizozemský ministerský předseda Jan Peter Balkenende vyslovil hluboké zklamání nad výsledkem referenda, zopakoval však slib, že bude vůli voličů respektovat. Vyslovil se rovněž pro pokračování v ratifikaci ústavy v dalších zemích EU, přestože bez schválení ve všech státech EU nemůže vstoupit v platnost.
- V afghánském městě Kandahár bylo zabito nejméně 20 lidí při výbuchu v mešitě. Předpokládá se, že se tam odpálil sebevražedný atentátník. Mezi oběťmi je i šéf policie v Kábulu. K výbuchu, který si vyžádal i na 40 zraněných, došlo na bohoslužbě za význačného protitálibánského muslimského duchovního, zastřeleného 29. května. Afghánské úřady obvinily ze zosnování výbuchu organizaci al-Káida.

2. června – čtvrtek
- Litevský stočlenný parlament schválil poměrem hlasů 71:5 návrh ústavy Evropské unie. Mezi politiky zemí Evropské unie mezitím sílí skepse ohledně budoucnosti tohoto dokumentu, který již řada pozorovatelů označila za mrtvý.
- Sebevražedný útočník ve městě Túz Chúrmatli v severním Iráku zabil odpálením bomby nejméně 12 osob, z toho 6 členů ochranky místopředsedy irácké vlády, Kurda Rodže Núra Šavjíse. Zraněno bylo 39 lidí. Při neúspěšném útoku jiného sebevraha na konvoj amerického konzulátu v Kirkúku bylo zabito jedno dítě a několik lidí zraněno. Ve městě Bakúba byl při sebevražedném útoku zabit guvernér tamní provincie a tři příslušníci jeho ochranky. Při explozi bomby poblíž města Ramádí byl zabit jeden voják amerických okupačních sil. Pozdě v noci pak ve vesnici 80 kilometrů severně od Bagdádu najel automobil naložený výbušninami do domu. Zahynulo nejméně 10 lidí a dalších 12 bylo zraněno; motiv činu není jasný.
- Izrael propustil jako součást procesu snižování napětí mezi Izraelem a palestinskou samosprávou 398 palestinských vězňů, odsouzených v Izraeli za odbojové aktivity proti izraelské okupaci. 500 vězňů již bylo propuštěno v únoru 2005. Mezi propuštěnými nejsou vězni, kteří se podle Izraele přímo podíleli na atentátech na izraelské vojenské či civilní cíle. V Izraeli je vězněno dalších 7 500 Palestinců; palestinská samospráva požaduje propuštění 5 000 vězňů.
- V Bejrútu byl explozí bomby pod jeho automobilem zabit protisyrsky orientovaný novinář Samír Kasír. Libanonská opozice z jeho smrti obvinila prezidenta Emila Lahúda a syrské a libanonské tajné služby.
- V Srbsku bylo zatčeno 8 příslušníků polovojenské jednotky, kteří byli v roce 1995 natočeni svými kolegy při zastřelení 8 svázaných bosenských Muslimů u Srebrenice. Policie pachatele zatkla poté, co byl videozáznam promítán během procesu s bývalým jugoslávským prezidentem Slobodanem Miloševičem a poté ho v Srbsku odvysílaly tamní televize.

3. června – pátek
- Agentura AFP citovala nejmenovaného činitele iráckého ministerstva vnitra, podle něhož se ozbrojeným silám irácké vlády podporovaným americkou armádou daří v hlavním městě Iráku Bagdádu zasahovat proti protivládním povstalcům. Činitel uvedl, že již bylo zatčeno přes 700 teroristů, 28 jich bylo zabito a bylo zabaveno i mnoho zbraní.
- Italský ministr práce a sociálních věcí Roberto Maroni, který je členem euroskeptické Ligy severu, navrhl zvážit odchod Itálie z eurozóny, tedy z měnové unie, ve které platí euro. Jeho vyjádření posílilo spekulace o možném rozpadu této měnové unie kvůli neschválení návrhu ústavy Evropské unie ve Francii a Nizozemsku.

4. června – sobota
- Při útoku sebevražedného řidiče automobilu na základnu amerických okupačních sil v Tikrítu bylo zabito 5 iráckých vládních vojáků a sedm zraněno.

5. června – neděle
- Obyvatelé Švýcarska v referendu schválili připojení země k tzv. schengenskému prostoru Evropské unie. Mezi státy tohoto prostoru jsou zrušeny hraniční kontroly osob, ovšem o to přísněji jsou střeženy vnější hranice tohoto prostoru. Pro připojení Švýcarska k Schengenskému prostoru se vyslovilo 54,6 procenta hlasujících. Švýcarští voliči také většinou 58 % schválili zavedení registrovaného partnerství pro homosexuály.

6. června – pondělí
- Britská vláda oznámila, že prozatím ustupuje od záměru nechat o návrhu ústavy Evropské unie hlasovat v referendu. O dalším postupu se Velká Británie rozhodne po jednání Evropské rady 16. a 17. června.

7. června – úterý
- Maďarský parlament zvolil novým prezidentem opozičního kandidáta, bývalého předsedu Ústavního soudu László Sólyoma. Sólyom porazil kandidátku vládních socialistů, předsedkyni parlamentu Katalin Sziliovou, poměrem 185 ku 182 hlasů.
- Při sérii pumových a sebevražedných útoků v severoiráckém městě Havídža bylo zabito nejméně 14 Iráčanů, z toho polovina vládních vojáků; mezi civilními oběťmi jsou i tři děti a jedna žena. Severně od Bagdádu zabili povstalci 4 vládní vojáky. Ve Fallúdže byli při pokusu o minometný útok na vojenskou základnu zabiti tři civilisté. Celkem bylo během dnešních útoků zabito nejméně 33 Iráčanů včetně vládních činitelů a dodavatelů americké armádě. Bezpečnostní poradce iráckého prezidenta sdělil televizi Al-Džazíra, že vládní strategie boje proti povstalcům funguje a že se začínají objevovat případy střetů mezi jednotlivými povstaleckými skupinami.
- Iráčtí povstalci zabili tři vojáky americké okupační armády. Při přepadu zásobovacího konvoje pro americkou armádu bylo zabito nejméně sedm Iráčanů z doprovodu konvoje.
- Slovenský premiér Mikuláš Dzurinda obvinil šéfa opoziční strany SMER Roberta Fica z toho, že své setkání s předsedou české vlády Jiřím Paroubkem využil „k očerňování vlastní země. Je to destruktivní politika a nevlastenecký postoj,“ uvedl Dzurinda.

9. června – čtvrtek
- Poté, co si několikatýdenní masové protesty indiánského obyvatelstva v Bolívii vyžádaly první lidský život, odstoupil prezident Carlos Mesa z funkce. Parlament poté zvolil prozatímní hlavou státu předsedu Nejvyššího soudu Eduarda Rodrígueze. Nový prezident přislíbil brzké předčasné volby. Situace v zemi se uklidňuje.

10. června – pátek
- Byly vyhlášeny výsledky ankety Největší Čech. Na prvním místě se objevil Karel IV., následován Tomášem Garriguem Masarykem a Václavem Havlem.
- Ve věku 88 let zemřel Kenneth Taylor, americký teolog, spisovatel a nakladatel.

11. června – sobota
- V Iráku byla propuštěna francouzská novinářka Florence Aubenasová a její irácký průvodce Husajn Hanún Sádí. Oba byli uneseni v lednu 2005; jejich únosci nevznesli žádné požadavky na francouzskou vládu, která byla odpůrcem Spojenými státy vedeného útoku na Irák. Generální tajemník mezinárodní nevládní organizace Reportéři bez hranic Robert Menard později uvedl, že za propuštění obou rukojmích bylo zaplaceno výkupné; francouzská vláda to popírá.
- Irácká pobočka organizace al-Káida se přihlásila k zodpovědnosti za sebevražedný útok automobilem naloženým výbušninami na budovu slovenského velvyslanectví v Bagdádu. Podle jejího prohlášení tam v době útoku probíhalo „velké shromáždění členů CIA“. Při útoku nebyl nikdo zraněn. Slovenské úřady se nevyjádřily k tvrzení o setkání členů CIA v budově. Při jiném útoku al-Káida byli zabiti nejméně tři členové zvláštní irácké policejní jednotky.

12. června – neděle
- Výbuch dálkově ovládané nálože zavinil vykolejení rychlíku z Grozného do Moskvy. Při havárii, ke které došlo asi 150 kilometrů jižně od Moskvy, bylo zraněno asi 40 lidí. Není známo, kdo je za útok zodpovědný.
- Americké okupační síly oznámily, že při náletech na pozice iráckých povstalců zabily u hranic se Sýrií 40 bojovníků.
- V druhé řadě soutěže Česko hledá Superstar zvítězil Vlastimil Horváth, druhý se umístil Petr Bende.

13. června – pondělí
- Italské referendum o umělém oplodnění bylo pro nízkou účast voličů (24%) prohlášeno za neplatné. Výsledek je některými komentátory označován za velké vítězství katolické církve, která ústy papeže Benedikta XVI. vyzvala italské katolíky k bojkotu referenda.
- Michael Jackson byl shledán nevinným ve všech bodech obžaloby. Od ledna probíhal proces ve kterém byl obviněn ze zneužívání třináctiletého chlapce.

15. června – středa
- Sebevražedný útočník zabil v iráckém městě Chális 23 vládních vojáků. Při jiném sebevražedném útoku bylo v Bagdádu zabito 7 vládních policistů.

16. června – čtvrtek
- Hlavy členských států EU se rozhodly posunout termín pro ratifikaci ústavy Evropské unie, který byl původně stanoven na 1. listopadu 2006. Politici podle svých slov hodlají s občany o ústavě diskutovat, nehodlají však její text změnit.
- Při výbuchu bomby bylo poblíž iráckého města Ramádí zabito 5 příslušníků americké námořní pěchoty. Při útoku sebevražedného atentátníka řídícího automobil naložený výbušninami bylo v Bagdádu zabito 6 vládních policistů. V Mosulu byl zastřelen jeden soudce a jeho řidič. V městě Karbalá jižně od Bagdádu byl útočníky převlečenými za policisty zabit bývalý vysoký funkcionář režimu Saddáma Husajna, který v minulosti údajně pomáhal identifikovat šíity, kteří se zúčastnili v březnu 1991 protivládního povstání. Americké okupační síly oznámily zatčení údajného vysoce postaveného pobočníka Jordánce Abú Musab az-Zarkávího. Zarkávího ozbrojená skupina se hlásí k odpovědnosti za řadu útoků na vojenské i civilní cíle a za smrt některých unesených osob v Iráku.

17. června – pátek
- Summit hlav států a vlád členských zemí Evropské unie v Bruselu neskončil dohodou o rozpočtu EU na období 2007–2013. Velká Británie požadovala snížení svého příspěvku do rozpočtu EU, o čemž se s ostatními státy nedohodla. Krach summitu prohloubil krizi, v níž se EU ocitla po zamítnutí návrhy ústavy EU francouzskými a nizozemskými voliči.
- V prvním kole prezidentských voleb v Íránu nezískal žádný kandidát potřebnou nadpoloviční většinu hlasů. Do druhého kola, které proběhne 24. června, postoupil bývalý prezident z let 1989 až 1997 Akbar Hášemí Rafsandžání, který získal 20,8 procent hlasů, a starosta Teheránu Mahmúd Ahmadínežád se ziskem 19,3 procenta hlasů. Volební účast dosáhla nečekaně vysokých 68 procent. Zatímco Rafsandžání je považovaný za umírněného politika, Ahmadínežád reprezentuje ultrakonzervativní linii v íránské politice.

18. června – sobota
- V Libanonu proběhla poslední část parlamentních voleb. Podle oficiálních celkových výsledků v nich zvítězila protisyrská opozice, která ve 128členném parlamentu získala 72 křesel. V posledním hlasování, které proběhlo v severním Libanonu, získala opozice vedená Saadem Harírím, synem zavražděného bývalého předsedy vlády Rafíka Harírího, všech 28 mandátů, které byly ve hře.

19. června – neděle
- Sebevražedný útočník, údajně patřící ke skupině Jordánce Abú Musab az-Zarkávího, se odpálil v restauraci poblíž tzv. Zelené zóny v Bagdádu. Při výbuchu bylo zabito nejméně 23 osob, z toho nejméně 6 policistů. Zraněno bylo 36 lidí. Při dalších incidentech jinde v Iráku bylo zabito nejméně 9 lidí, až na jednoho zřejmě příslušníci vládních ozbrojených sil. Americké okupační síly mezitím uvedly, že při ofenzívě proti povstalcům u syrských hranic zabily 50 bojovníků a na 100 jich zajaly. Na podporu americké akce byly povolány i britská vojenská letadla.

20. června – pondělí
- Palestinská militantní skupina Islámský džihád se přihlásila k zodpovědnosti za zastřelení jednoho Izraelce a zranění dalšího v autě poblíž izraelské osady vybudované na okupovaném Západním břehu Jordánu. Útok měl být odvetou za údajné hanobení koránu v izraelské věznici. Izraelská armáda později zastřelila neozbrojeného palestinského mladíka, který se pokoušel nelegálně překročit hranici mezi Pásmem Gazy a Izraelem; další mladík byl při střelbě zraněn. Na přechodu mezi Pásmem Gazy a Izraelem byla později zadržena palestinská žena, která měla na těle připevněny výbušniny. V izraelské televizi tvrdila, že je chtěla odpálit v izraelské nemocnici, kde se měla podrobit zdravotní kontrole, aby tak reagovala na údajné hanobení koránu Izraelci; zahraničním korespondentům to však později popřela.
- Ve věku 81 let zemřel na rakovinu Jack Kilby, americký elektroinženýr, vynálezce integrovaného obvodu.

21. června – úterý
- V Jeruzalémě proběhlo izraelsko-palestinské jednání na nejvyšší úrovni, na kterém však nebylo dosaženo žádného pokroku ve vzájemných vztazích. Palestinský ministerský předseda Ahmed Kurája prohlásil, že to bylo „obtížné setkání“, na kterém Palestinci nedostali „žádné pozitivní odpovědi“ na své požadavky. Ty zahrnují mj. propuštění palestinských vězňů a zastavení rozšiřování izraelských osad na okupovaném Západním břehu Jordánu. Izraelský premiér Ariel Šaron nabídl mj. předání dalších dvou měst na Západním břehu Jordánu pod palestinskou správu, pokud palestinský premiér Mahmúd Abbás zakročí proti militantním skupinám. Během jednání izraelské stíhačky vypálily dvě rakety na Pásmo Gazy; při tomto útoku nebyl nikdo zraněn.
- Z ruské ponorky v Barentsově moři odstartovala do vesmíru soukromá vesmírná sonda Cosmos 1, která se měla stát první kosmickou plachetnicí. Rusko-americký projekt měl totiž ověřit možnost pohonu sondy slunečním větrem. Sonda však byla ztracena, když nosné raketě 83 sekund po startu selhal motor prvního stupně.

22. června – středa
- Český policejní prezident Jiří Kolář podal demisi v souvislosti s případem, kdy policisté nechali při domovní prohlídce uprchnout podnikatele Radovana Krejčíře, podezřelého z několika závažných trestných činů. Kolář zdůraznil, že se nepovažuje za zodpovědného za tuto kauzu a že odstupuje jen kvůli mediálním tlakům a nedůvěře ze strany premiéra Jiřího Paroubka (ČSSD).
- Při explozích 3 automobilů naložených výbušninami zahynulo v šíitské čtvrti Bagdádu nejméně 18 osob, 46 dalších lidí bylo zraněno.
- V Iráku byl propuštěn filipínský rukojmí Roberto Tarongoy, unesený 1. listopadu 2004. Tarongoy pracoval pro saúdskoarabskou firmu zásobující iráckou armádu.

23. června – čtvrtek
- Při explozích 4 automobilů naložených výbušninami zahynulo v Bagdádu nejméně 17 osob, většinu z nich tvoří civilisté.
- Americký výzvědný letoun U-2, vracející se z mise nad Afghánistánem na svou základnu ve Spojených arabských emirátech, se zřítil a jeho pilot zahynul. Místo dopadu letounu vláda USA tají kvůli „citlivosti pro hostitelskou zemi“. Podle neoficiálních informací Pentagonu letadlo havarovalo při přistávacím manévru.

24. června – pátek
- V druhém kole prezidentských voleb v Íránu výrazně zvítězil stoupenec tvrdé konzervativní linie, starosta Teheránu Mahmúd Ahmadínežád. Se ziskem 62 % hlasů porazil bývalého prezidenta z let 1989–1997 Hášemího Rafsandžáního. Volební účast dosáhla 47 %.
- Itálie vydala zatykač na 13 agentů americké rozvědky CIA. Protiteroristická sekce státního zastupitelství je viní z únosu, neoprávněného zadržování a mučení, kterého se měli dopustit na bývalém imámovi mešity v Miláně Hassanu Mustafovi Osamu Nasrovi. Podle verze italského státního zastupitelství ho američtí agenti unesli 17. února 2003, odvlekli na americkou základnu v Avianu a posléze přepravili do Egypta, kde byl mučen a v roce 2004 propuštěn. Státní zastupitelství vydalo zatykač i na imáma, který je v současné době nezvěstný. Egypt na žádosti Itálie o informace o celém případu nereagoval.
- Prezident USA George Bush ujistil iráckého premiéra Ibráhíma Džaafarího, který je na návštěvě v USA, že Spojené státy nestanoví žádný harmonogram pro stahování svých vojsk z Iráku. Toto Bushovo prohlášení přichází v situaci, kdy skupina amerických kongresmanů z Demokratické i Republikánské strany vyzvala ke stažení amerických vojáků z Iráku do října 2006 a k zásadní změně strategie v Iráku.
- Šest příslušníků americké námořní pěchoty zahynulo při útoku sebevražedného útočníka na jejich konvoj poblíž iráckého města Fallúdža. 13 amerických vojáků bylo zraněno. Většinu obětí (4 z 6 mrtvých a 11 z 13 raněných) tvoří ženy.
- Poslanec ČSSD Josef Hojdar byl okresní konferencí strany v Mostě vyloučen ze strany kvůli údajnému porušení stranických stanov. Hojdar byl předchozí okresní konferencí, která však byla podle krajského výboru ČSSD neregulérní, zvolen předsedou mostecké okresní organizace.

25. června – sobota
- V parlamentních volbách v Bulharsku zvítězila opoziční socialistická strana, která získala 31 % odevzdaných hlasů. Dosud vládnoucí Liberální strana má 20 %, strana turecké menšiny získala 12 % a radikální nacionalisté ze strany Útok dostali 8 %. Není jasné, zda se vítězným socialistům podaří sestavit vládu.
- Při několika útocích povstalců v Iráku bylo zabito nejméně 23 osob, z toho 12 policistů. Devět civilistů zemřelo při neúspěšném pokusu sebevražedného útočníka zabít příslušníka elitní policejní jednotky v městě Samara. Osm policistů bylo zabito, když povstalci přepadli policejní stanici v Ramádí.

26. června – neděle
- Americký ministr obrany Donald Rumsfeld potvrdil zprávy britského týdeníku The Sunday Times, podle nichž USA vedly tajné rozhovory s vůdci iráckých povstalců. Podle Sunday Times se zástupci čtyř povstaleckých skupin setkali se čtyřmi americkými důstojníky 3. a 13. června ve vile asi 60 kilometrů severně od Bagdádu. Rumsfeld neuvedl o rozhovorech žádné podrobnosti a prohlásil, že pozornost věnovaná této věci je „přehnaná“. Jedna z povstaleckých skupin, která se měla rozhovorů zúčastnit, svoji účast na nich popřela. Ohledně vyhlídek na porážku iráckých povstalců Rumsfeld uvedl, že „povstání mohou pokračovat pět, šest, osm, deset, dvanáct let“.
- Při třech sebevražedných útocích v iráckém městě Mosul a okolí bylo zabito nejméně 35 lidí. Většina z nich jsou policisté a civilní zaměstnanci blízké vojenské základny. V Bagdádu byl zastřelen zástupce policejního náčelníka, výbuch bomby zabil jednoho amerického vojáka a minometné střely zabily jednu ženu a dvě děti.

27. června – pondělí
- Izraelský vojenský soud uznal bývalého vojáka Wahid Taysira vinným ze zabití britského mírového aktivisty Toma Hurndalla, z bránění průchodu spravedlnosti a z křivého svědectví. Taysir 11. dubna 2003 smrtelně postřelil 22letého Hurndalla v Izraelem okupovaném pásmu Gazy; podle svědků se Hurndall právě snažil pomoci palestinským dětem ukrýt se před palbou izraelských tanků. Hurndall zemřel 13. ledna 2004, aniž se probral z kómatu. Taysir podle soudu nabádal svého kolegu ke křivé výpovědi. Podle západních zpravodajů jde o výjimečný verdikt, neboť jen v nepatrném zlomku případů zabití civilistů izraelskými vojáky je vůbec zahájeno vyšetřování.
- Severně od Bagdádu se zřítil americký vojenský vrtulník Hughes AH-64 Apache. Oba piloti zahynuli. Svědci vypověděli, že vrtulník zasáhla raketa země-vzduch; americká armáda příčinu havárie neuvedla.

28. června – úterý
- Ve východním Afghánistánu byl přívrženci hnutí Tálibán sestřelen americký vojenský vrtulník typu Chinook, na jehož palubě bylo 16 amerických vojáků. Americká armáda potvrdila, že všichni zahynuli. Při pokusu o záchranu posádky vrtulníku se ztratila speciální jednotka americké armády. Její osud není dosud znám.
- V Bagdádu byl při výbuchu auta naloženého výbušninami zabit nejstarší poslanec iráckého parlamentu, šíita Darí al-Fajáda. Výbuch zabil rovněž jeho syna a tři osobní strážce.

29. června – středa
- Americký prezident George W. Bush pronesl na letecké základně v Severní Karolíně zásadní projev o situaci v Iráku. V projevu (předneseném v časných ranních hodinách SEČ, tedy večer 28. června amerického času) Bush vyzval Američany, aby zůstali pevní v „boji proti terorismu“. Teroristy je podle něj třeba porazit v zahraničí dříve než zaútočí na USA. Bush podle svých slov nehodlá stanovit žádný harmonogram pro stahování amerických sil z Iráku, na druhou stranu ale nemíní ani zvyšovat počet amerických vojáků v této zemi. Američané prý zůstanou v Iráku „tak dlouho, jak bude potřeba – a ani o den déle“. Podle Bushe by nepřátelé USA mohli uspět, pouze pokud by Američané zapomněli na lekci z 11. září 2001. Bushův projev se setkal s kritikou zákonodárců z Demokratické strany. Podle nich je Bushova politika v Iráku odtržena od reality. Podle demokratického kandidáta na prezidenta v posledních volbách, Johna Kerryho, předkládá Bush Američanům už třetí zdůvodnění války v Iráku: první byly zbraně hromadného ničení, druhé demokracie a nyní je to boj proti teroristům. Většina Američanů však podle Kerryho ví, že v Iráku žádný terorismus neexistoval, dokud tam nevtrhla americká armáda.

30. června – čtvrtek
- Novým předsedou libanonské vlády byl na návrh vítězné protisyrské koalice, vzešlé z proběhnuvších parlamentních voleb, jmenován Fuád Siniura, dlouholetý ministr financí a přítel zavražděného premiéra Rafíka Harírího.
- Poslanecká sněmovna, dolní komora španělského parlamentu schválila poměrem 187:147 hlasů socialisty navržený zákon povolující homosexuální sňatky a zrovnoprávňující je se svazky heterosexuálními, čímž přehlasovala zamítavé stanovisko senátu z 23. června. Zákon, který přiznává homosexuálním párům i právo na adopci dětí, tak vstoupí v platnost navzdory protestům katolické církve a statisícovým demonstracím jeho odpůrců. Je možné, že jeho uvedení v praxi bude komplikované, protože již desítky křesťansky orientovaných starostů a úředníků dohlížejících na adopce předem vyhlásily, že budou respektovat výzvu papeže Benedikta XVI. a přistoupí k bojkotu zákona – nebudou homosexuální páry oddávat a budou blokovat jejich žádosti o adopce. Spolky hájící práva homosexuálů přijetí zákona, který má podle průzkumů veřejného mínění podporu většiny obyvatelstva, uvítaly. Španělsko je v současnosti třetím státem na světě, který legalizoval homosexuální sňatek, a druhý po Nizozemsko, který jim umožňuje adopce.